# Literatura

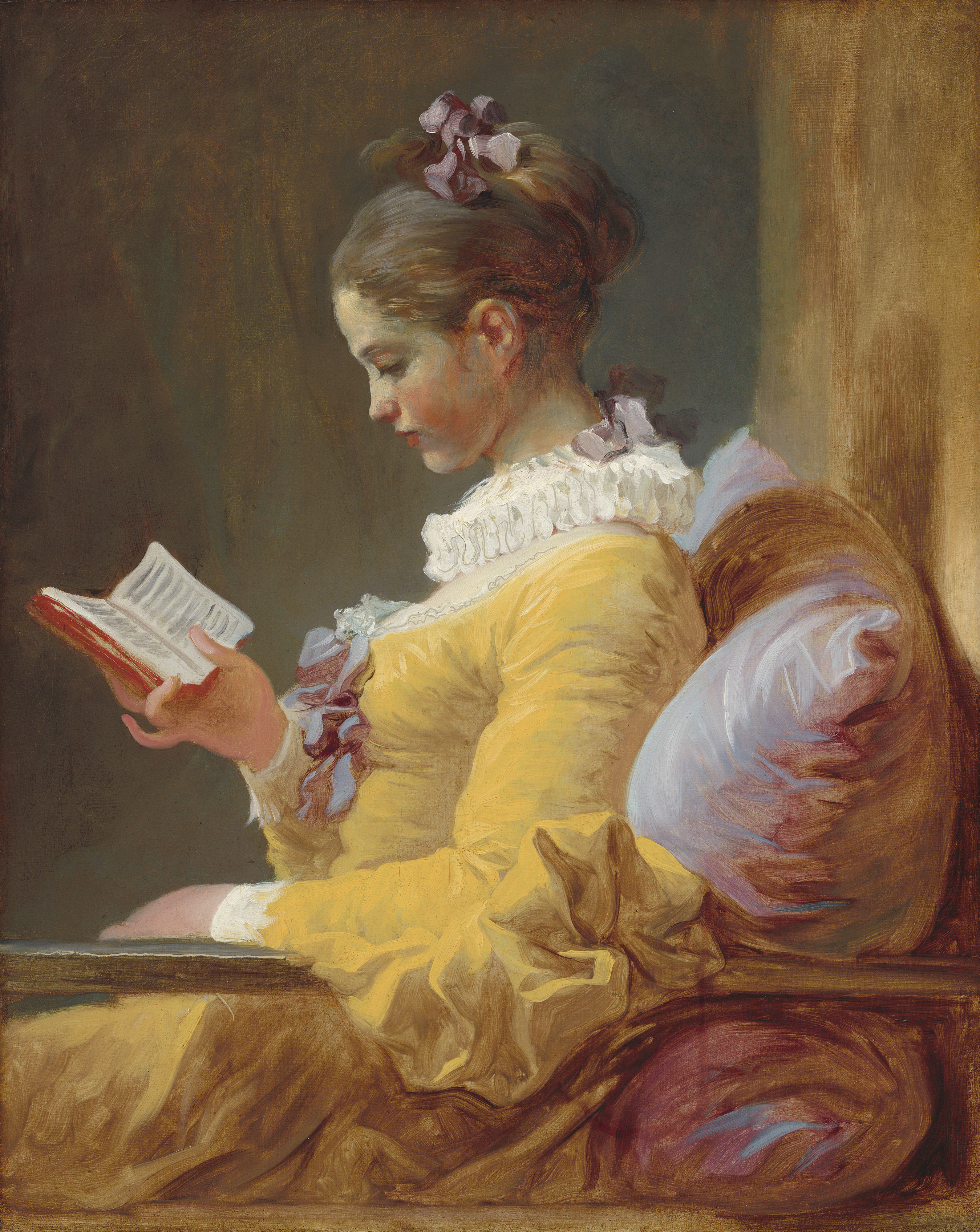
A Leitora, óleo de Jean-Honoré Fragonard, 1770–1772.

A Literatura é a arte que usa a linguagem escrita como meio de expressão, seja em prosa ou em verso, de acordo com princípios teóricos e práticos; sendo o conjunto de obras escritas ou orais às quais reconhecemos um valor estético. A Literatura abrange qualquer coleção de obras escritas, incluindo escrita impressa e digital.

## Etimologia
A palavra Literatura vem do latim litteratura, fazendo referência às letras. Um dominador desta arte era chamador litterator. É possível que se trate de uma tradução do grego grammatikee, ou seja, gramática, significando "a arte das letras". Em latim, a Literatura significa uma instrução ou um conjunto de saberes ou habilidades de escrever e ler bem, e se relaciona com as técnicas da gramática, da retórica e da poética.
A Literatura lida com o domínio da gramática e a estilística. Por extensão, se refere especificamente ao ofício de escrever, ser utilizado para se referir a um conjunto de obras escritas (ou seja, como sinônimo de bibliografia). O termo Literatura também é usado como referência a um conjunto escolhido de textos, por exemplo a literatura portuguesa, a literatura inglesa, a literatura brasileira, a literatura japonesa, etc.

## Definição
Um texto literário é marcado, acima de tudo, pela função poética da linguagem. Se debruça sobre o sentido conotativo, figurado de cada palavra, procurando estender ao máximo a capacidade criativa da língua para provocar um prazer estético. Alguns teóricos defendem que (além desse objetivo estético), a literatura, como arte, deve exprimir apenas conteúdos subjetivos (mas alguns autores defendem que não). Além disso, outros teóricos defendem que literatura se refere apenas à produção de textos feitos para serem lidos, deixando de fora à compreensão do termo manifestações como composições musicais e textos teatrais.

## Concepção aristotélica

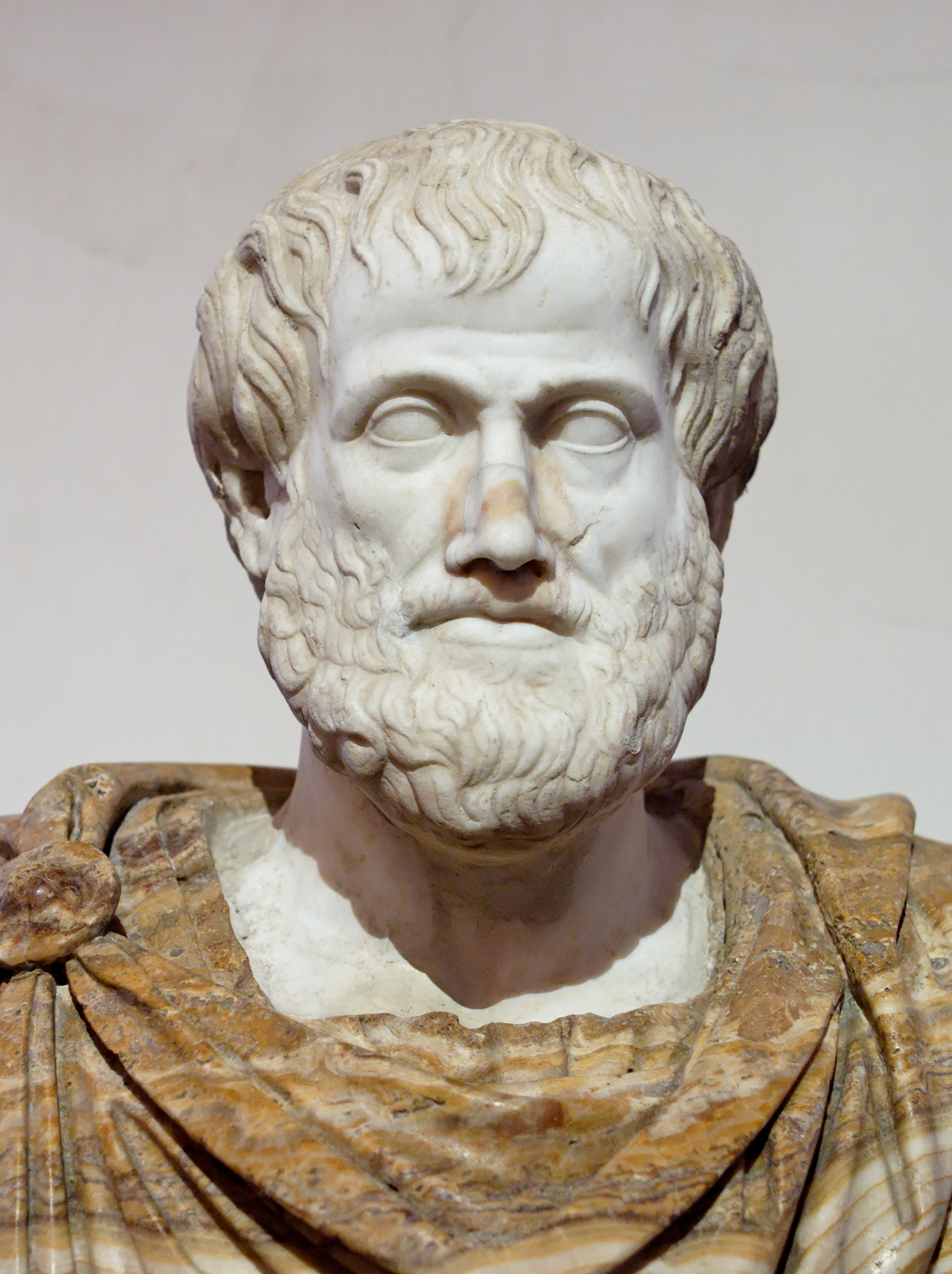
Aristóteles, filósofo grego.

Como já dito, a literatura era inicialmente relacionada à gramática e à produção de textos em geral, sendo somente muito tempo depois e com a leitura de diversos teóricos que o campo passou a ser estritamente compreendido como uma forma de arte.
O primeiro teórico, talvez, a dar uma definição do que seria literatura e também arte, foi Aristóteles. No seu livro Poética, defende que o fenômeno artístico seria fruto do processo de mimese, que seria reprodução metafórica da realidade que é percebida pelos sentidos. Ou seja, a arte seria a imitação da realidade a partir dos olhos do artista, e a literatura seria a realização desse processo por meio de textos.
Essa concepção aristotélica de arte seria por muito tempo, ao longo da história ocidental, a definição oficial de arte e de processo artístico. Foi só em meados do Romantismo que o termo se renovaria e ganharia novos significados, mas em geral, a teoria literária nunca se afastou dessa definição.

## Gêneros literários
Gênero literário é um termo empregado pela teoria da literatura para classificar os muitos textos literários que existem pelo mundo a partir de suas características comuns - propósito, linguagem etc. Um gênero literário é uma forma que temos de expressar o conteúdo literário.
Desde Aristóteles foram feitas diversas tentativas para classificar com precisão os gêneros literários. Hoje em dia, a grande maioria dos autores trabalham com dois gêneros literários: poesia e prosa. A poesia seria a manifestação literária de conteúdos relacionados ao "eu"  (ex.: o amor que eu sinto por determinada mulher), compreendendo formas como o soneto, o haiku - poemas em geral; enquanto que a prosa seria a manifestação literária de conteúdos relacionados ao "não-eu" (ex.: os impactos do racismo no negro brasileiro), compreendendo formas como o romance, o conto, a novela, o ensaio, a crônica etc.
Há diversos debates entre especialistas sobre a literariedade do teatro. A maioria dos autores, hoje, defende que tal manifestação não pode ser considerada literária, da mesma forma que um roteiro de cinema também não o pode. Outros autores, porém, defendem que o texto teatral (o roteiro da peça), apenas, pode sim ser considerada literária.

## Áreas do conhecimento relacionadas à literatura
- Teoria literária / Teoria da Literatura: se debruça sobre a natureza da literatura, discutindo questões como conceito e gêneros literários;
- Literatura comparada: se debruça sobre o estudo de obras literárias de diferentes culturas, línguas ou períodos, buscando identificar relações, influências, semelhanças e contrastes entre elas; essa área visa compreender como temas, formas e ideias literárias se transformam e dialogam ao longo do tempo e entre diferentes tradições;
- Análise literária: se debruça sobre as formas corretas de se interpretar e analisar uma obra literária;
- Crítica literária: se debruça sobre a análise de obra(s) literária(s) com o intuito de avaliar e compreender o cenário literário atual - tendências, problemas e motivações - e/ou a(s) obra(s) analisada(s);
- Historiografia literária: se debruça sobre a análise de diversas obras, em conjunto com a análise do contexto histórico e cultural de tais obras, com o intuito de avaliar e compreender as tendências, os problemas e as motivações literárias de determinado período da história.

Além dessas quatro áreas - que tratam especificamente de literatura -, diversos outros campos dialogam fortemente com a literatura, como é o caso da filologia e da produção de texto.